# Tennie
Tennie település Franciaországban, Sarthe megyében. Lakosainak száma 1017 fő (2022. január 1.). Tennie Rouez, Conlie, Neuvillalais, Parennes, Saint-Symphorien és Bernay-Neuvy-en-Champagne községekkel határos.

## Népesség
A település népessége az elmúlt években az alábbi módon változott:
| Lakosok száma | 1108 | 1104 | 1099 | 1057 | 1052 | 1051 | 1048 | 1034 | 1017 |
|               | 2013 | 2015 | 2016 | 2017 | 2018 | 2019 | 2020 | 2021 | 2022 |